# Uvažování z pohledu celého životního cyklu
Uvažování z pohledu celého životního cyklu (LCT), či též filozofie životního cyklu (anglicky Life cycle thinking – LCT), je přístup, při kterém bereme v úvahu, jak každodenní život ovlivňuje životní prostředí. Tento přístup vyhodnocuje jak konzumované výrobky, tak i zapojení do různých aktivit ovlivňujících životní prostředí, hodnocení ale neprobíhá pouze v jednom kroku, bere se v úvahu ucelený obraz výrobku nebo celého souboru aktivit. Jedná se o způsob uvažování, který překračuje tradiční zaměření na místo výroby a výrobní procesy a zahrnuje environmentální, sociální a ekonomické dopady produktu po celý životní cyklus výrobku. Hlavním cílem LCT je snížit spotřebu zdrojů produktu a emise do životního prostředí a zlepšit jeho socioekonomickou výkonnost v průběhu jeho životního cyklu. To může usnadnit propojení mezi ekonomickým, sociálním a environmentálním rozměrem v rámci firmy a v celém jejím hodnotovém řetězci.
Uvažování z pohledu celého životního cyklu lze tedy použít i na spotřebu jiných sociálně-ekonomických aktivit, jako je sledování filmů, výroba uměleckých a řemeslných děl, vaření večeře nebo dokonce dělání domácích úkolů. Například půjčení filmu, který se zdá být neškodnou činností, by při tomto přístupu zahrnovalo i spotřebu paliva pro cestu do videopůjčovny, použití elektřiny k napájení televizoru a DVD přehrávače a spotřeba energie baterií dálkového ovladače. Kvantitativní zkoumání účinků životních cyklů má dané limity s ohledem na to, jaký přístup k hodnocení je použit; kompletní vyhodnocení celého řetězce činností může být tak složité, že by mohlo vyžadovat mnoholeté zkoumání, abychom zjistili životní cyklus konkrétního procesu. Uvažování z pohledu celého životního cyklu je způsob, jak si více uvědomovat složitost konzumace výrobků a zapojení do činností a posuzovat, jak to ovlivňuje životní prostředí.

## Cíle
Cílem uvažování z pohledu celého životního cyklu (LCT) je informovat lidi i firmy o tom, jak jejich aktivity ovlivňují životní prostředí komplexním způsobem a nejen jednorázovým znečištěním, které je výsledkem přímého použití produktu nebo v důsledku činnosti v určitém konkrétním čase. Přestože je téměř nemožné najít nějaký produkt či činnost bez dopadu na životní prostředí, uvažování z pohledu celého životního cyklu může lidem pomoci učinit lepší rozhodnutí ke zmírnění jejich dopadu na životní prostředí. Jedním z cílů uvažování z pohledu celého životního cyklu je zabránit přesunu zátěže. Tím je zajištěno, že aby snížení dopadu na životní prostředí v jedné fázi životního cyklu výrobku nezvýšilo dopad v jiné fázi tohoto cyklu. Například klasické elektromobily snižují množství spáleného benzínu, ale zvyšují množství použité elektřiny, která je obvykle vyráběna jinými znečišťujícími zdroji energie, jako je uhlí. Uvažování z pohledu celého životního cyklu také může být faktorem, který podporuje technologické inovace. Filmy lze nyní například stahovat prostřednictvím poskytovatelů televizních služeb a herních zařízení, což odstraňuje nutnost jízdy do videopůjčovny. Díky identifikaci nákladů na znečištění mohou firmy inovovat, aby zmírnily své výdaje, zatímco spotřebitelé si mohou vybrat lepší alternativy ke zmírnění jejich dopadu.
- Vyhněte se přesunu zátěže
- Odhalte složitost systému vyvolaného určitou akcí, která může mít několik různých negativních dopadů na životní prostředí.
- Seznamte lidi s dopady jejich životního stylu a ukažte, jakou má každá akce reakci, která je někdy asymetricky horší pro životní prostředí.
- Dbejte na to, aby firmy lépe věděly o dopadech svých činností na životní prostředí.
- Pomozte určit možnosti snižování nákladů
- Pomozte určit méně škodlivé provozní strategie

- Poskytněte lidem podklady pro výběr možností, které budou mít v průběhu životního cyklu menší dopad na životní prostředí.
- Podpořte kulturu zaměřenou spíše na udržitelnost než na krátkodobé uspokojení.

## Sektory
Uvažování z pohledu celého životního cyklu má uplatnění v mnoha sektorech, například:

### Zemědělství
Odvětví zemědělství a potravinářství mají velký dopad na znečištění životní prostředí, ke kterému dochází po celou dobu životního cyklu výrobku, od farmy přes stůl až po likvidaci. Uvažování z pohledu celého životního cyklu (LCT) usiluje o snížení těchto dopadů ve všech fázích výroby/spotřeby potravin. Výživa, zdraví, blahobyt, kulturní identita a životní styl jsou také faktory, které by měly být při posuzování dopadů rozhodnutí při výrobě potravin řešeny, aby se zajistilo, že snížení emisí a dopad na životní prostředí nenastanou na úkor spokojenosti spotřebitelů.

### Výroba
Analýza životního cyklu výrobku zahrnuje veškeré výrobní a servisní procesy, které se podílejí na výrobě a spotřebě produktu po celou dobu jeho životního cyklu. To zahrnuje i výrobu materiálů potřebných k výrobě produktu. Vzhledem k tomu, že výroba je velkým zdrojem znečišťujících látek a čerpání přírodních zdrojů, je určování oblastí, ve kterých je třeba snížit dopad na životní prostředí během výrobního procesu, podstatnou součástí uvažování z pohledu celého životního cyklu (LCT).

### Energetika
Drastické zvýšení koncentrací atmosférického CO2 způsobené spalováním fosilních paliv vedlo k hledání alternativních zdrojů energie, jako jsou biopaliva a obnovitelné zdroje energie. K analýze, zda mají tyto alternativní zdroje celkově menší dopad na životní prostředí než konvenční zdroje energie, je nutné posouzení životního cyklu (LCA). Uvažování z pohledu celého životního cyklu je složitou součástí hledání nových zdrojů energie, které mají celkově menší dopad na životní prostředí.

### Nakládání s odpady
Uvažování z pohledu celého životního cyklu a posuzování tohoto cyklu mohou pomoci snížit negativní dopady produkce a nakládání s odpady na životní prostředí. To zahrnuje hledání způsobů, jak snížit produkci odpadu, zvýšit recyklaci a zneškodňovat odpady ekologičtějším způsobem. To je komplikované s ohledem na rozdíly v přínosech a zátěžích v různých geografických regionech a faktem, že účinky jsou obvykle dlouhodobé. Přínosy a zátěže různých procesů se mohou objevit v mnoha různých formách a může být obtížné je identifikovat, kvantifikovat a porovnat.

### Maloobchod
Maloobchod často představuje významnou část ekonomiky, a proto může mít obrovské důsledky z hlediska dopadů na životní prostředí. Životní cyklus výrobku v maloobchodě by měl zahrnovat kompletní dodavatelský řetězec produktu, jeho použití a likvidaci nebo zpracování po skončení životnosti.

### Stavebnictví
Ve stavebnictví existuje mnoho využití pro filozofii uvažování z pohledu celého životního cyklu (LCT), zejména pokud jde o stavební odpady a nakládání s nimi. Nalezení lepších způsobů recyklace odpadu a předcházení vzniku odpadu je důležité pro snížení negativního dopadu stavebnictví na životní prostředí.
V Evropě byla pro stavební výrobky schválena standardizovaná metodika pro posuzování budov s ohledem na prohlášení o ekologických výrobcích (EPD). Hlavními normami jsou EN 15978 (pro budovy) a EN 15804 (pro výrobky).

### Doprava
Nalezení alternativních zdrojů paliva je největší výzvou ke snížení negativního dopadu na životní prostředí v odvětví dopravy. Biopaliva jsou stále více populární jako alternativa k fosilním palivům. Analýza životního cyklu může poskytnout ucelenější obraz o tom, do jaké míry alternativní zdroje paliva snižují emise a celkový dopad na životní prostředí ve srovnání s konvenčními palivy.

### Služby
Odvětví služeb hraje velkou roli při přidávání ekologické zátěže, zejména pokud jde o emise skleníkových plynů vytvářených při cestování a turistice. Očekává se, že odvětví služeb bude hrát v moderní ekonomice větší roli, protože v mnoha firmách hraje stále větší roli „dematerializace“ nebo nahrazování vyrobeného zboží službami.

## Přístupy
Existuje mnoho různých přístupů k uvažování z pohledu celého životního cyklu (LCT) které zahrnují zkoumání dopadů způsobených v rámci životního cyklu výrobku a způsoby, jak tyto dopady minimalizovat. Důležitou součástí přístupů k životnímu cyklu je zamezení přesunu zátěže, jinými slovy, zajištění toho, že zlepšení v jedné fázi nebude dosaženo na úkor jiné fáze. Přístupy měření dopadů se zaměřují na snižování dopadů na životní prostředí a efektivní využívání zdrojů ve všech fázích procesu.
Běžně používané přístupy:

### Posuzování životního cyklu
Posuzování životního cyklu (LCA nebo analýza životního cyklu) je technika používaná k posouzení potenciálních dopadů výrobku na životní prostředí v různých fázích jeho životnosti. Tato technika používá přístup „od kolébky ke hrobu“ nebo „od kolébky k kolébce“ a zkoumá dopady na životní prostředí, ke kterým dochází po celou dobu životnosti výrobku od těžby surovin, přes výrobu a zpracování, distribuci, použití, opravy a údržbu, likvidaci a recyklaci.

### Řízení životního cyklu (LCM)
Řízení životního cyklu je podnikatelský přístup k řízení celého životního cyklu výrobků a služeb. Z toho vyplývá, že podniky mají prostřednictvím činností, které musí vykonávat, environmentální, sociální a ekonomické dopady. LCM se používá k porozumění a analýze fází životního cyklu výrobků a služeb firmy, k identifikaci potenciálních ekonomických, sociálních nebo environmentálních rizik a příležitostí v každé fázi a k vytvoření způsobů, jak na tyto příležitosti reagovat a omezit potenciální rizika.

### Kalkulace životního cyklu (LCC)
Kalkulace životního cyklu (nebo analýza nákladů životního cyklu) je analýza celkových nákladů procesu nebo systému. To zahrnuje náklady vzniklé v průběhu životnosti systému a často se používá k nalezení nákladově nejefektivnějších prostředků pro poskytování zboží a služeb.

### Design pro životní prostředí (DfE)
Design pro životní prostředí (DfE) byl vytvořen v roce 1992 Agenturou pro ochranu životního prostředí Spojených států a snaží se zabránit znečištění a snížit rizika, která představuje znečištění pro člověka a životní prostředí. Hlavním cílem DfE je podpora ekologického čištění, rozpoznávání bezpečnějších průmyslových a spotřebních výrobků prostřednictvím označování výrobků, vymezení osvědčených postupů při výrobě a výrobě a identifikace bezpečnějších chemikálií pro tyto procesy založené na uvažování z pohledu celého životního cyklu (LCT). Přesto musí vědět, že znečištění ovzduší v USA je způsobeno spolupůsobením znečištění aerosoly, pevnými částicemi, plyny, zápachem a hlukem, což je nebezpečné pro člověka, zvířata a rostliny.

### Systém výrobek–služba (PSS)
Systém výrobek-služba (PSS) je systém, kdy jeden výrobce vyrábí určitý výrobek a zároveň k němu poskytuje po celou dobu životnosti výrobku také služby k uspokojení potřeb uživatele. Tento nový přístup je výsledkem toho, že si společnosti uvědomují, že služby, v kombinaci s výrobky, jim mohou přinést vyšší zisky a spokojenost zákazníků proti samotným výrobkům. Firmy, které používají přístup PSS, hledají způsoby, jak maximalizovat využití svého produktu po celou dobu jeho životnosti pomocí služeb ke zlepšení jeho používání. Bylo zjištěno, že PSS má menší dopad na životní prostředí než tradiční obchodní modely, protože zaměření na služby vedlo ke snížení materiální výroby a spotřeby materiálů. To se týká uvažování z pohledu celého životního cyklu, protože to zahrnuje zkoumání nákladů životního cyklu výrobku (např. nákladů na údržbu a skladování) pro spotřebitele a snižování těchto nákladů poskytováním služeb spojených s nakoupeným zbožím.

### Integrovaná výrobková politika (IPP)
Integrovaná výrobková politika pracuje na minimalizaci poškození životního prostředí způsobeného výrobky tím, že se dívá na všechny fáze životního cyklu produktu, aby určila, v které fázi jsou nejúčinnější opatření. Při pohledu na život výrobku se také používá přístup od kolébky k hrobu. Kromě toho je důležité, aby se politiky vyhýbaly přesunu zátěže a nesnižovaly emise do životního prostředí v jedné fázi vývoje na úkor jiné. Mezi politická opatření použitá na základě doporučení patří ekonomické nástroje, zákazy látek, dobrovolné dohody, environmentální značení a pokyny pro navrhování výrobků.

## Aplikace
Existuje mnoho situací, na které lze aplikovat uvažování z pohledu celého životního cyklu (LCT), včetně každodenního života spotřebitelů, obchodní a vládní politiky. Uplatněním uvažování z pohledu celého životního cyklu na více aspektů společnosti mohou mít spotřebitelé, podniky a vlády do značné míry pozitivní vliv na životní prostředí. To platí i když kroky podniknuté k uplatňování uvažování z pohledu celého životního cyklu jsou relativně malé.

### Spotřebitelé
Spotřebitelé si každý den volí, které výrobky chtějí používat na základě svých potřeb a různých dostupných značek. Většina spotřebitelů při svém výběru nezohledňuje dopady výrobku na životní prostředí. Spotřebitelé například nezohledňují spotřebu energie výrobku, nevhodné pracovní podmínky při výrobě, nebezpečný odpad z výroby, dopady na ekosystémy nebo znečištění vzduchu nebo vody .
Spotřebitelé mohou, s ohledem na svůj výběr výrobků, uplatňovat uvažování z pohledu celého životního cyklu různými způsoby, aby snížili svůj dopad na životní prostředí. Za prvé, spotřebitelé si mohou vybrat, že budou používat produkty od společností, které se snaží o udržitelnost. Mnoho společností poskytuje zprávy o udržitelnosti, které si mohou spotřebitelé přečíst, aby se mohli informovat o společnostech, od kterých nakupují. Díky používání životního cyklu si mohou spotřebitelé vybrat společnost s menšími environmentálními dopady během výroby.
Způsob, jak výrobek používají spotřebitelé má největší dopad na životní prostředí po celou dobu životnosti produktu. Uvažováním z pohledu celého životního cyklu myšlení může tento dopad snížit. K tomu může napomoci vzdělávání spotřebitelů, aby se mohli lépe rozhodovat o používání výrobku. Toto vzdělání může poskytnout společnost, která poskytuje službu nebo dodává určitý výrobek, nebo je může poskytovat také státní správa. Spotřebitelé si například mohou položit otázku, jaké dopady na životní prostředí mají, pokud používají určitý výrobek. Je třeba, aby se ptali, zda opravdu potřebuji použít daný výrobek, nebo zda existuje udržitelnější varianta. Příkladem může být sušení prádla venku za pěkného počasí, místo použití sušičky. Spotřebitelé se mohou vzdělávat sami o tom, jak se stát udržitelnějšími prostřednictvím uvažování z pohledu celého životního cyklu a nespoléhat se na firmy a státní správu.

### Podnikatelé
Firmy jsou každodenně zodpovědné za rozhodování o svých službách a výrobcích. Uvažováním z pohledu celého životního cyklu (LCT) mohou firmy rozpoznat potenciální dopady svého rozhodování. Měly by uvažovat o tom, jak každé rozhodnutí o designu a o výrobě ovlivňuje životní prostředí a jak je může učinit udržitelnějším. Firmy by neměly brát v úvahu pouze to, jak je výrobek vyroben, ale také to, jak bude používán a likvidován uživatelem. Společnosti se snaží získat udržitelnější produkt tím, že budou výrobky recyklovatelné nebo znovu použitelné. Náročnou součástí je vyvažování nákladů a udržitelnosti. Uvažování z pohledu celého životního cyklu jim umožňuje vidět nejlepší udržitelné možnosti, ale je omezeno, pokud jde o stanovení ceny těchto možností. Uvažováním z pohledu celého životního cyklu pro podniky zahrnuje zvážení, kde získat surovinu, jak vyrobit materiál, přepravit, distribuovat, používat a zlikvidovat výrobek. Posouzením všech těchto fází mohou firmy udělat pro sebe a pro spotřebitele to nejlepší, co má nejmenší dopad na životní prostředí.

### Vlády
Státní správa hraje klíčovou roli v uvažování z pohledu celého životního cyklu tím, že zavádí politiky pro regulaci dopadů na životní prostředí. Aplikováním politik v oblasti životního cyklu mohou politici stanovit standardy, které musí firmy a spotřebitelé splňovat. Dělají to shromažďováním informací o dopadu na životní prostředí a používají je k stanovování cílů založených na znalostech uvažování z pohledu celého životního cyklu. Mohou také použít trendy z dodavatelských řetězců různých podniků, které regulují, aby určily, kde nejúčinněji snížit dopad firem. Vládní sektory mohou také využít uvažování z pohledu celého životního cyklu k lepšímu vzdělávání spotřebitelů. Důležitou roli pro vládu může být požadování štítků na výrobcích, popisujících dopady výrobku a způsob použití výrobku za účelem snížení dopadu. Regulace dodavatelských řetězců a spotřebitelů politikou je motivační jako negativní posílení. Uvažování z pohledu celého životního cyklu poskytuje metodiku pro vytvoření těchto opatření, aby byl k dispozici nejúčinnější a nákladově nejefektivnější způsob snižování dopadů na životní prostředí.

## V politice
Mnoho spotřebitelů při rozhodování o tom, co koupit a co nekupovat, zvažuje dopad konkrétního produktu na životní prostředí. Politici uznávají tyto snahy a jednají tak, aby vytvořili opatření, která spotřebitelům nejen pomohou, ale učiní tak při zachování rostoucí ekonomiky.

### Evropská politika

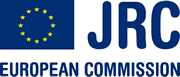
Logo JRC

Do evropské politiky je zahrnuto mnoho aspektů uvažování z pohledu celého životního cyklu. Akční plán pro udržitelnou spotřebu a výrobu je právní předpis, jehož cílem je snížit dopad na životní prostředí a spotřebu zdrojů spojených s úplnými životními cykly zboží a služeb. Dne 16. července 2008 navrhla Evropská komise tyto právní předpisy. Návrh zahrnuje plány, jak nejen snížit dopady zboží a služeb na životní prostředí, ale také podporuje používání udržitelnějších technologií pro výrobu a výrobu. Tento akční plán rovněž vybízí Evropskou unii, aby hledala každou příležitost k inovacím v průmyslu.
Integrovaná produktová politika je dalším legislativním opatřením, které Evropa podnikla s cílem podpořit myšlení o životním cyklu. Cílem Integrované produktové politiky je minimalizovat zhoršování životního prostředí způsobené výrobou, používáním a likvidací všech produktů. Tyto právní předpisy se zabývají všemi aspekty životního cyklu výrobku a v případě potřeby přijímají opatření ke snížení.
Tematická strategie udržitelného využívání přírodních zdrojů byla provedena dne 21. prosince 2005 s cílem snížit dopady na životní prostředí spojené s využíváním zdrojů a dosáhnout toho v rostoucí ekonomice. Cíl lze popsat jako „zajistit, aby spotřeba zdrojů a jejich související dopady nepřesáhly únosnost životního prostředí a přerušily vazby mezi hospodářským růstem a využíváním zdrojů“.

### Opatření ve Spojených státech
Zatímco termín “uvažování z pohledu celého životního cyklu” není tak prominentní v politice Spojených států, tam jsou úvahy procesu životního cyklu skrz vládní politiky a programy. Existují prohlášení o environmentálních produktech, která se používají k začlenění životního cyklu do společností a organizací. Sdělují spotřebiteli environmentální vlastnosti produktu nebo systému. Tato prohlášení jsou založena na posouzení životního cyklu a jakmile je hodnocení dokončeno, může být produkt nebo systém certifikován EPD.
Program Agentury pro ochranu životního prostředí "Design pro životní prostředí" pracuje s jednotlivými průmyslovými odvětvími, aby porovnával a zlepšoval výkon a rizika pro lidské zdraví a životní prostředí a náklady na stávající a alternativní produkty, procesy a postupy. Partnerské projekty DfE podporují integraci čistějších, levnějších a chytřejších řešení do každodenních obchodních praktik. Program Design for the Environment je rovněž vybaven systémem označování. Umožňují bezpečnější výrobky nést tyto štítky a jsou pro spotřebitele známkou toho, že nákup těchto výrobků bude bezpečnější pro životní prostředí a jejich rodiny.
Zákon o energetické nezávislosti a bezpečnosti z roku 2007 je rovněž součástí legislativy, která zahrnuje myšlení o životním cyklu, i když přesná fráze zde není uvedena. Tento zákon obsahuje části o pokročilých biopalivech. V hlavě II zákona vyžaduje vytvoření motorové nafty na bázi biomasy, která je přidáním obnovitelných biopaliv do motorové nafty a sníží emise o 50 % ve srovnání s ropnými biopalivy. V hlavě III jsou zavedeny zlepšené standardy.

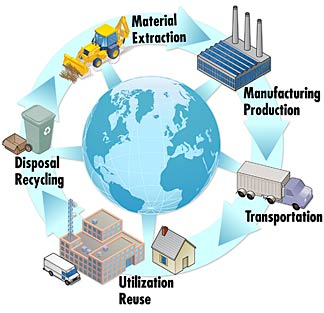
Systém uvažování z pohledu celého životního cyklu

## Důležitost
Protože uvažování z pohledu celého životního cyklu (LCT) může být zapojeno do výběru jednotlivých spotřebitelů, jakož i tvůrců politik a podniků, je velmi důležité, aby lidé byli dobře informováni o předmětu a jeho použití. Zvyšování povědomí o metodě analýzy životního cyklu by umožnilo firmám i jednotlivcům zvážit více možností pro nový produkt. Po zvážení všech dostupných možností by uvažování z pohledu celého životního cyklu podpořilo výběr nejudržitelnější možnosti. Pokud by při hledání nových materiálů nebo metod více spotřebitelů praktikovalo uvažování z pohledu celého životního cyklu, zvýšilo by se povědomí, jak mohou být environmentální náklady vlastnictví produktů ovlivněny provozními náklady na energii a spotřební materiál.
Uvažování z pohledu celého životního cyklu může lidem pomoci najít nové způsoby, jak zlepšit vliv na životní prostředí, image a ekonomické přínosy. Protože rozhodnutí globálních firem a státní správy mají velký dopad na životní prostředí, mohlo by začlenění myšlení do životního cyklu do jejich činnosti výrazně snížit negativní dopady na životní prostředí a zlepšit udržitelnost. Mnoho firem ne vždy zvažuje své dodavatelské řetězce nebo procesy „konce životnosti“ spojené s jejich výrobky; stejně tak státní správa a samosprávy často zvažují svou vlastní zemi nebo region a nezohledňují dopad, který by mohly mít na jiné regiony.
Uvažování o životním cyklu výrobku může pomoci nejen životnímu prostředí, ale může také firmě ušetřit více peněz a zlepšit pověst. Pokud společnost ví, odkud jejich materiály pocházejí a kde skončí poté, co dosáhly konce své životnosti, mohla by se hospodářská výkonnost dále zlepšit. Vzhledem k tomu, že v současné době je kladen velký důraz na udržitelné činnosti, čím více firma projevuje své obavy a respekt k životnímu prostředí, tím lepší bude její reputace.
V případové studii pracích prostředků bylo zjištěno, že praní oděvů při nižších teplotách vedlo k úsporám energie a zlepšením několika ukazatelů životního prostředí, jako jsou současná změna klimatu, acidifikace a tvorba fotochemického ozonu. Protože firma chápe důležitost přemýšlení o životním cyklu, rozhodli se provést analýzu životního cyklu, aby zjistili výhody vývoje jiného pracího prostředku. Nové detergenty nejen snížily dopad na životní prostředí snížením spotřeby energie, ale také prospěly spotřebiteli snížením výdajů za elektřinu a pomohly společnosti stát se lídrem v tomto odvětví.